# LREC
LREC (International Conference on Language Resources and Evaluation) est une conférence bisannuelle organisée par ELRA (ELRA Language Resources Association) avec le support d'institutions et d'organisations du traitement automatique du langage (TAL).

## Principaux thèmes
Les principaux thèmes des conférences récentes sont:
- la sémantique et les connaissances, dans toutes ses variations, depuis l'annotation des anaphores, du temps et de l'espace, aux ontologies et aux lexiques jusqu'à la désambiguïsation, à la reconnaissance des entités nommées, à l'extraction d'information.
- la subjectivité, déclinée en différentes nuances comme les émotions, opinions et sentiments.
- la traduction automatique et le multilinguisme.
- les initiatives d'infrastructures, les projets nationaux et internationaux qui sont d'un intérêt majeur.
- les lexiques et les corpus.
- les outils et les systèmes pour l'analyse de textes à plusieurs niveaux.
- le dialogue et les discours avec des contributions des communautés de la parole et de l'écrit.
- les bases de données et outils pour la parole et les accès multimodaux.
- et finalement, l'évaluation et la validation.

## LREC Map
La plus importante innovation de la conférence LREC-2010 a été LREC Map qui trouve sa place dans les actions d'infrastructure. Les organisateurs de la conférence ont demandé aux auteurs de fournir des informations de base au sujet de toutes les ressources (dans un sens large, incluant les outils, standards et mécanismes d'évaluation), qui étaient soit utilisées, soit créées tel que mentionnées dans leur article. Toutes ces descriptions ont ensuite été rassemblées dans une matrice centrale appelée "LREC Map".
La base de données LREC Map a ensuite été améliorée et appliquée à d'autres conférences pour former ce qui est nommé maintenant "LRE Map".

## Historique des conférences
- 2016 Portorož (Slovénie)
- 2014 Reykjavik (Islande)
- 2012 Istanbul (Turquie)
- 2010 La Valette (Malte)
- 2008 Marrakech (Maroc)
- 2006 Gênes (Italie)
- 2004 Lisbonne (Portugal)
- 2002 Las Palmas (Espagne)
- 2000 Athènes (Grèce)
- 1998 Grenade (Espagne)

Une analyse des conférences LREC sur la période 1998-2013 a été présentée durant la conférence de 2014 à Reykjavik pendant la session finale. Il apparaît que le nombre d'articles et de signatures augmente au fil du temps. Le nombre moyen d'auteurs est plus élevé aussi. Le pourcentage de nouveaux auteurs est entre 68% et 78%. La distribution entre les auteurs masculins (65%) et féminins (35%) est stable dans le temps. Le terme technique le plus fréquent est "annotation", puis vient "part-of-speech".